# Alcippe cinerea
Alcippe cinerea е вид птица от семейство Pellorneidae. Видът е незастрашен от изчезване.

## Разпространение
Разпространен е в Бангладеш, Бутан, Китай, Индия, Лаос, Мианмар, Непал и Виетнам.